# Philippe Billy (football)
Pour les articles homonymes, voir Philippe Billy et Billy.
Philippe Billy, né le 13 janvier 1982 à Nantes, est un footballeur français. Il joue au poste de défenseur latéral (gauche ou droit).

## Biographie

### Carrière de joueur
Après être passé par les équipes de jeunes du FC Nantes, de l'USJA Carquefou et du SCO d'Angers, Philippe intègre le centre de formation du Stade lavallois où il fait ses débuts en seconde division française. Prometteur et régulièrement appelé dans les équipes de France de jeunes, il est recruté en 2001 par le club italien de Lecce pour la somme de 686 000 €. Mais il tarde à confirmer malgré des prêts à Bastia et à Mons, où il joue une saison pleine.
Il revient alors en France, effectue d'abord un essai infructueux au Havre, avant de faire son retour dans son club formateur du Stade lavallois où il s'entraîne dans un premier temps avec le centre de formation, puis avec le groupe professionnel. Convaincu, Denis Troch lui fait signer un contrat d'un an en novembre 2006. Après une bonne première saison, il a plusieurs propositions de clubs de Ligue 2 et choisit celle du Stade brestois, qui l'engage comme doublure de Denis Stinat au poste d'arrière gauche. Il s'impose lors de sa première année au club comme l'un des premiers choix du banc pour les postes latéraux de l'équipe. Lors de l'intersaison 2009, il effectue un essai à l'AC Arles-Avignon et participe au stage de l'UNFP destiné aux joueurs sans contrat.

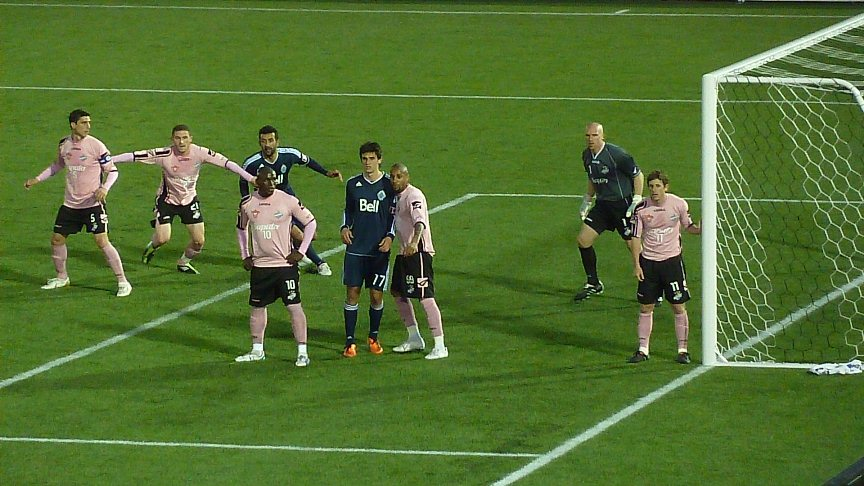
Philippe Billy (2E en partant de la gauche), lors d'un match de championnat avec l'Impact de Montréal, en mai 2011.

Le 26 janvier 2010, il signe avec l'Impact de Montréal pour une durée de deux saisons. À la fin de sa première saison sous le maillot montréalais, il est élu joueur de l’année 2010 du club par les supporters, ainsi que joueur de l'année par le staff de l'Impact. Le 10 octobre 2011, la presse québécoise annonce son départ, l’entraîneur de l'Impact, Jesse Marsch ne le conservant pas pour le passage du club en MLS. Malgré les promesses de contrat du directeur sportif Nick De Santis, l’entraîneur américain, fraîchement débarqué, préfère miser sur des joueurs expérimentés en MLS, et des joueurs américains.
Un an plus tard, après des essais infructueux en Italie, en France ou encore aux Pays-Bas, il s'engage pour une saison (afin de pallier la blessure de Loïc Guillon) avec l'USJA Carquefou, un de ses clubs formateurs, et qui évolue alors en National.
Après deux années en National, il intègre, en étant reclassé amateur, l'équipe réserve du Stade lavallois afin d'épauler et faire grandir les jeunes du club qui l'a lancé dans le monde professionnel. En 2015 les entraîneurs du groupe A de CFA2 l'élisent dans l'équipe-type de la saison, aux côtés d'Ousmane Dembélé.

### Reconversion
Depuis 2017, Philippe Billy encadre les U11 à l'école de foot du Stade lavallois parallèlement à sa reconversion professionnelle. Il est depuis 2018 responsable commercial et marketing au Stade lavallois.

## Palmarès
- Deux sélections en équipe de Bretagne en 2008 et 2013
- International espoir français.
- Une Coupe d'Italie Primavera avec Lecce.
- Joueur de l'année 2010 à l'Impact de Montréal (MVP) - Trophée Giuseppe Saputo
- Élu meilleur défenseur de l'année 2010 avec l'Impact de Montréal.